# Heimsbrunn
Heimsbrunn – miejscowość i gmina we Francji, w regionie Grand Est, w departamencie Górny Ren.
Według danych na rok 1990 gminę zamieszkiwało 1098 osób, 104 os./km².